# Antonín Pressler
Antonín Pressler (1877–1957) byl český fotbalista, záložník.

## Fotbalová kariéra
Hrál za SK Slavia Praha v předligové éře. Patřil k první generaci českých fotbalistů evropské třídy. Pověstná byla jeho kombinace do trojúhelníku s pravým křídlem Baumrukem a pravou spojkou.